# Australian Onslaught
Australian Onslaught är det amerikanska death metal-bandet Malevolent Creations tredje livealbum, utgivet 2010 av Arctic Music Group. Albumet är inspelat 27 mars 2009 i Gaelic Theatre, Sydney, Australien. Konserten utgavs också som DVD 2011 under namnet Death from Down Under.

## Låtförteckning
1. "Memorial Arrangements" – 2:37
2. "Premature Burial" – 3:42
3. "Coronation of Our Domain" – 8:13
4. "Blood Brothers" – 5:21
5. "Eve of the Apocalypse" – 3:40
6. "Manic Demise" – 3:48
7. "Infernal Desire" – 3:11
8. "Living in Fear" – 5:48
9. "The Fine Art of Murder" – 10:22
10. "Deliver My Enemy" – 5:54
11. "Cauterized" – 4:43
12. "The Will to Kill" – 4:39
13. "Malevolent Creation" – 5:32

## Medverkande
Musiker (Malevolent Creation-medlemmar)
- Phil Fasciana – gitarr
- Jason Blachowicz – basgitarr
- Gio Geraca – gitarr
- Gus Rios – trummor
- Brett Hoffmann – sång

Andra medverkande
- Xaphan (Julian Hollowell) – live-ljud